# أنطون غراف

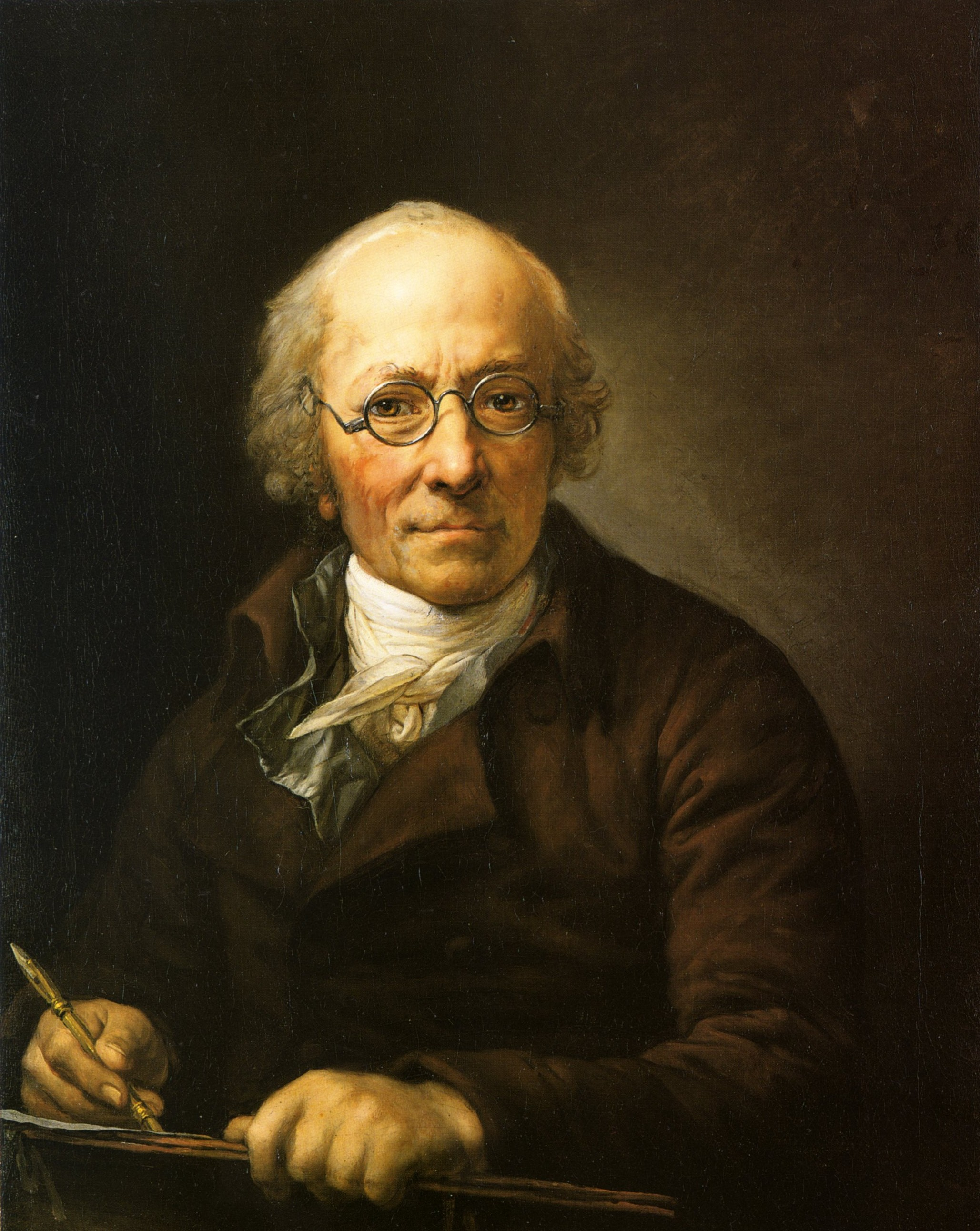
أنطون غراف في لوحة شخصية

أنطون غراف (بالألمانية: Anton Graff)‏ (18 نوفمبر 1736م - 22 يونيو 1813م)، رسام تصويري سويسري.

## روابط خارجية
- أنطون غراف على موقع ميوزك برينز (الإنجليزية)
- أنطون غراف على موقع ديسكوغز (الإنجليزية)